# Omega Force
Omega Force (オメガフォース, meist stilisiert als ω-Force) ist ein japanisches Entwicklungsstudio für Computerspiele. Es ist ein internes Entwicklungsstudio des japanischen Publishers Koei Tecmo, das 1996 von Akihiro Suzuki und Kenichi Ogasawara gegründet wurde. Es ist vor allem bekannt für die Spielereihe Dynasty Warriors und die davon abgeleiteten Musou-Spiele.

## Geschichte
Omega Force wurde als viertes internes Entwicklerstudio des japanischen Publishers Koei gegründet. Die ursprünglich angedachte Studiobezeichnung sollte auf den Buchstaben Z lauten, wegen unterschiedlicher kultureller Bedeutungen des Buchstabens weltweit entschied man sich dann jedoch für das Omega, den letzten Buchstaben des altgriechischen Alphabets. Um einen Namensrechtstreit mit dem Schweizer Uhrenhersteller Omega zu vermeiden, wurde der Name um den Begriff „Force“ erweitert, der im Japanischen gleichlautend wie „fourth“ ausgesprochen wird (Homophon) und damit auf die vierte Entwicklungsabteilung verweist.
Zum Zeitpunkt der Gründung hatte Koei einen starken Schwerpunkt auf Strategiespielen und Simulationen, wie den historisch inspirierten Spielereihen Romance of the Three Kingdoms (China, Zeit der Drei Reiche) und Nobunaga’s Ambition (Japan, Sengoku-Zeit). Omega Force sollte dieses Portfolio um neue Genres und für neue Zielgruppen erweitern. Die erste Veröffentlichung wurde Dynasty Warriors (im Original: Sangoku Musou), das eine thematische Auskopplung aus Romance of the Three Kingdoms war und das Szenario als Hintergrund für ein Beat ’em Up im Stile eines Soul Calibur nutzte. Der 1999 veröffentlichte Third-Person-Shooter WinBack nutzte erstmals ein Deckungssystem, das von Spielen wie Kill Switch und später vor allem Gears of War aufgegriffen und popularisiert wurde. Mit dem 2000 veröffentlichten Dynasty Warriors 2 (im Original: Shin Sangoku Musou) wechselte das Spielprinzip der Reihe zu einem von Rollenspielen inspirierten Hack and Slay, mit dem Omega Force die Grundformel seine zahlreichen nachfolgenden Musou-Spiele legte und damit ein eigenes Subgenre schuf. Kern des Spielprinzips bildeten seither actionreiche Echtzeit-Kämpfe mit einer mächtigen Generalsfigur gegen riesige Gegnermassen. Neben Samurai Warriors für das Sengoku-Szenario und dem Serien-Crossover Warriors Orochi begann Omega Force, das Spielprinzip auch auf andere Anime- und Computerspiel-Franchises zu übertragen, wofür das Studio mehrfach Kooperationen mit anderen Publishern einging, darunter Dynasty Warriors: Gundam (mit Bandai Namco), Hyrule Warriors (mit Nintendo), Dragon Quest Heroes (mit Square Enix) oder One Piece: Burning Blood.
Als Teil des Koei-Konzerns machte auch Omega Force 2009 den Zusammenschluss mit Tecmo zu Koei Tecmo mit und blieb dabei als Entwicklungsabteilung erhalten.

## Veröffentlichte Spiele

### Dynasty Warriors (Sangoku Musou)
- 1997: Dynasty Warriors (PSOne)
- 2000: Dynasty Warriors 2 (PS2)
- 2001: Dynasty Warriors 3 (PS2, Xbox)
- 2003: Dynasty Warriors 4 (PS2, Xbox, Windows)
- 2004: Dynasty Warriors (PSP)
- 2004: Shin Sangoku Musou BB (Windows)
- 2005: Dynasty Warriors 5 (PS2, Xbox, Windows)
- 2005: Dynasty Warriors Advance (GBA)
- 2006: Dynasty Warriors Online (Windows, PS3, PS4)
- 2006: Dynasty Warriors Vol. 2 (PSP)
- 2006: Jan Sangoku Musou (PS2, PSP, NDS)
- 2007: Dynasty Warriors 6 (PS3, X360, PS2, PSP)
- 2007: Dynasty Warriors DS: Fighter’s Battle (NDS)
- 2008: Mobile Shin Sangoku Musou (Smartphone)
- 2009: Dynasty Warriors: Strikeforce (PSP, PS3, X360)
- 2010: Shin Sangoku Musou Multi Raid 2 (PSP)
- 2011: Dynasty Warriors 7 (PS3, X360, Windows)
- 2011: Dynasty Warriors Next (PSVita)
- 2012: Shin Sangoku Musou Vs (3DS)
- 2012: Sengoku Musou Chronicle 2nd (3DS)
- 2013: Dynasty Warriors 8 (PS3, X360, PS4, PSVita, Windows)
- 2014: Sengoku Musou Shoot (Android, iOS)
- 2014: Shin Sangoku Musou Blast (Android, iOS)
- 2016: Dynasty Warriors: Godseekers (PS3, PS4, PSVita)
- 2018: Dynasty Warriors 9 (PS4, XOne, Windows)

### Dynasty Warriors: Gundam (Gundam Musou)
- 2007: Dynasty Warriors: Gundam (PS2, PS3, X360)
- 2008: Dynasty Warriors: Gundam 2 (PS2, PS3, X360)
- 2010: Dynasty Warriors: Gundam 3 (PS3, X360)
- 2013: Dynasty Warriors: Gundam Reborn (PS3, PSVita)

### Samurai Warriors (Sengoku Musou)
- 2004: Samurai Warriors (PS2, Xbox)
- 2006: Samurai Warriors 2 (PS2, PS3, PSVita, X360, Windows)
- 2007: Samurai Warriors: Katana (Wii)
- 2009: Samurai Warriors 3 (Wii, PS3, PSP)
- 2011: Samurai Warriors: Chronicles (3DS)
- 2014: Samurai Warriors 4 (PSP, PS3, PS4, PSVita)
- 2014: Samurai Warriors: Chronicles 3 (PSVita, 3DS)
- 2015: Samurai Warriors 4-II (PS3, PS4, PSVita, Windows)
- 2016: Samurai Warriors: Spirit of Sanada (PS3, PS4, PSVita, Switch, Windows)
- 2021: Samurai Warriors 5 (PS4, XOne, Switch, Windows)

### Warriors Orochi (Musou Orochi)
- 2007: Warriors Orochi (PS2, X360, PSP, Windows)
- 2008: Warriors Orochi 2 (PS2, X360, PSP)
- 2009: Musou Orochi Z (PS3, Windows)
- 2011: Warriors Orochi 3 (PS3, X360, PSP, PS4, XOne, Wii U, Switch)
- 2018: Warriors Orochi 4 (PS4, XOne, Switch, Windows, Stadia)

### One Piece: Pirate Warriors (One Piece: Kaizoku Musou)
- 2012: One Piece: Pirate Warriors (PS3)
- 2013: One Piece: Pirate Warriors 2 (PS3, PSVita)
- 2015: One Piece: Pirate Warriors 3 (PS3, PS4, PSVita, Switch, Windows)
- 2020: One Piece: Pirate Warriors 4 (PS4, XOne, Switch, Windows)

### Weitere Musou-Titel
- 2010: Fist of the North Star: Ken’s Rage (PS3, X360)
- 2012: Fist of the North Star: Ken’s Rage 2 (PS3, X360, Wii U)
- 2014: Hyrule Warriors (Wii U, 3DS, Switch)
- 2015: Arslan: The Warriors of Legend (PS3, PS4, Windows)
- 2015: Dragon Quest Heroes (PS3, PS4, Switch, Windows)
- 2016: Berserk and the Band of the Hawk (PS3, PS4, PSVita, Windows)
- 2016: Dragon Quest Heroes 2 (PS3, PS4, PSVita, Switch, Windows)
- 2016: A.O.T.: Wings of Freedom (Attack on Titan) (PS3, PS4, PSVita, XOne, Windows)
- 2017: Warriors All-Stars (PS4, PSVita, Windows)
- 2017: Fire Emblem Warriors (3DS, Switch)
- 2018: A.O.T. 2 (Attack on Titan 2) (PS4, PSVita, Switch, XOne, Windows)
- 2020: Hyrule Warriors: Zeit der Verheerung (Switch)
- 2020: Persona 5 Strikers (PS4, Switch, Windows)
- 2022: Touken Ranbu Warriors (Switch, Windows)
- 2022: Fire Emblem Warriors: Three Hopes (Switch)

### Andere Titel
- 1998: Enigma (PSOne)
- 1998: Destrega (PSOne)
- 1999: WinBack (N64, PS2)
- 2007: Bladestorm: The Hundred Years’ War (PS3, PS4, X360, XOne, Windows)
- 2008: Saihai no Yukue (NDS)
- 2010: Trinity: Souls of Zill O’ll (PS3)
- 2013: Toukiden: The Age of Demons (PSP, PS4, PSVita, Windows)
- 2014: Quiz Battle Toukiden (Android, iOS)
- 2016: Toukiden 2 (PS3, PS4, PSVita, Windows)
- 2018: Dragon Quest Builders 2 (PS4, Switch)
- 2023: Wild Hearts (PS5, Windows, XSeries)
- 2023: Fate/Samurai Remnant (PS4, PS5, Switch, Windows)